# 埃里克·比納
埃里克·J·比納（英語：Eric J. Bina，1964年10月—）是Mosaic的共同創建者和Netscape的聯合創始人。1993年，埃里克·比納和馬克·安德森在伊利諾大學厄巴納-香檳分校的NCSA擔任程式設計師時開發了Mosaic首個版本。
埃里克·比納就讀於伊利諾大學厄巴納香檳分校，1986年獲得電腦科學理學士學位，1988年獲得碩士學位。1991年加入NCSA，擔任程式設計師。Mosaic被發佈到網際網路上，被譽為普及網際網路的第一個殺手級應用。他在1994年被入選為第一屆國際萬維網大會全球資訊網名人堂的其中之一。
1995年，比納和安德森被授予ACM軟體系統獎。
2010年，比納和安德森獲得了伊利諾伊大學工程名人堂。

## 外部連結
- Inventor of the Week Archive